# Ezeriș
Ezeriș – wieś w Rumunii, w okręgu Caraș-Severin, w gminie Ezeriș. W 2011 roku liczyła 615 mieszkańców. 